# چهار سوار سرنوشت (رمان)
چهار سوار آخرالزمان 

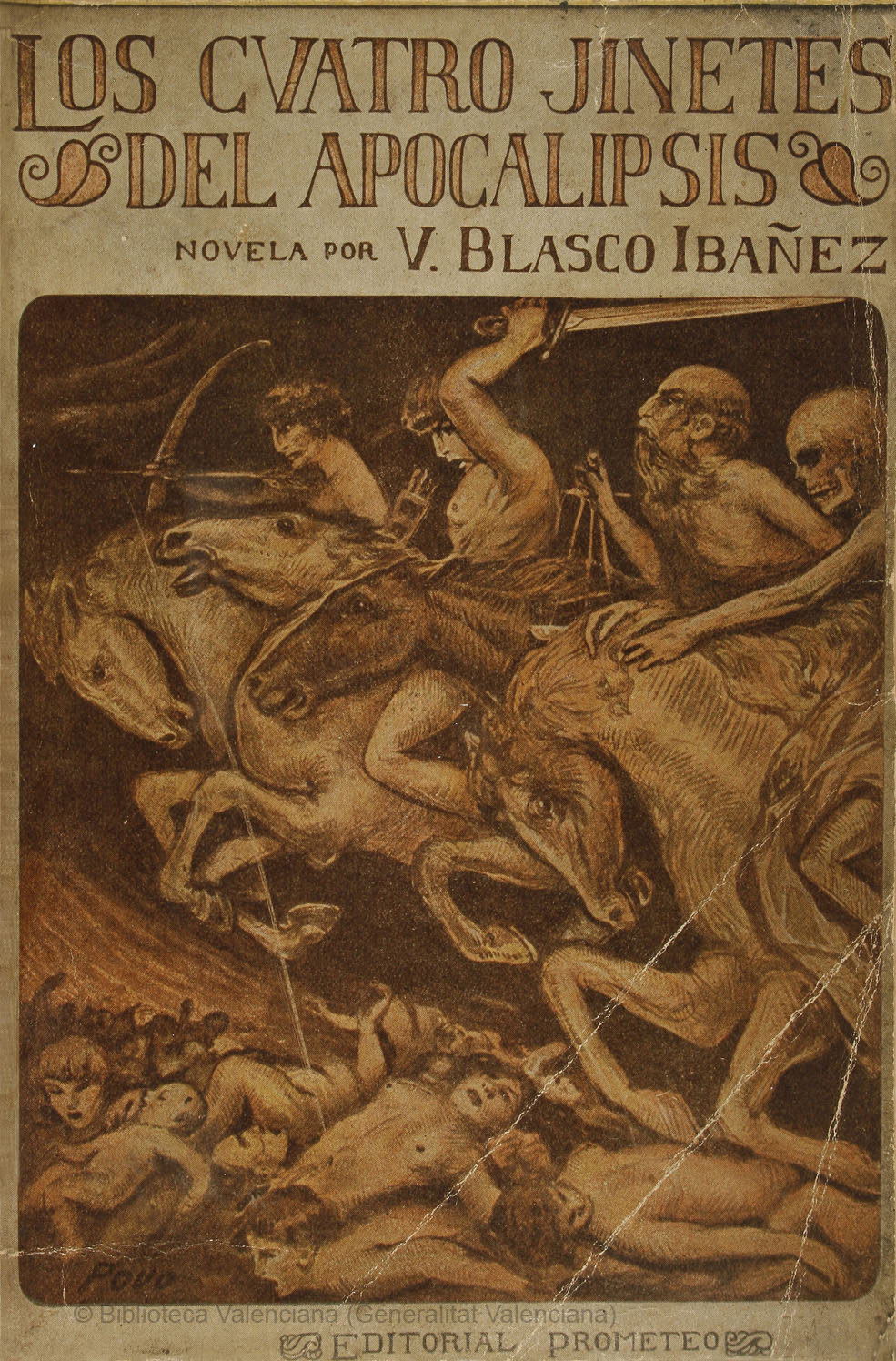
Los Cuatro Jinetes del Apocalipsis,

چهار سوار آخرالزمان  (اسپانیایی: Los cuatro jinetes del Apocalipsis‎) رمانی از نویسنده اسپانیایی، ویسنته بلاسکو ایبانز است که برای اولین بار در سال ۱۹۱۶ منتشر شد. این رمان، در مورد دو داماد (باجناق) فرانسوی و آلمانیِ یک خانواده زمین‌دار آرژانتینی است که در جنگ جهانی اول خود را در دو سوی کارزار می‌یابند و باید در مقابل هم قرار بگیرند. این رمان در ۱۹۱۸ به دست شارلوت بروستر اردن به انگلیسی ترجمه شد و بر اساس گزارش ناشران هفتگی، پرفروش‌ترین رمان سال ۱۹۱۹ در آمریکا شناخته شد. در این گزارش، این رمان «داستانی زیاده انسانی که به دست یک نابغه نوشته شده» توصیف شده است. این رمان در فهرست ۱۰۰ رمان برگزیده سده بیستم روزنامه ال موندو قرار دارد.
از روی این رمان، دو اقتباس سینمایی به همین نام در سال‌های ۱۹۲۱ و ۱۹۶۲ ساخته شده است.